# Josef Zotz
Josef Zotz (né le 9 janvier 1902 à Musau, mort le 7 juillet 1941 à Weißensee) est un prêtre autrichien opposé au nazisme.

## Biographie
Josef Zotz, qui vient d'une famille traditionnelle tyrolienne, est ordonné prêtre catholique le 29 juin 1926 après avoir étudié au séminaire de Bressanone. Puis il est ecclésiastique à Ehrwald et Längenfeld.
Après le décès du curé de Landeck Josef Penz le 5 janvier 1939, Zotz prend l'intérim. Parce qu'il s'est prononcé clairement contre l'antisémitisme, la rhétorique guerrière du gouvernement et l'idéologie de la race supérieure dans les sermons et les conversations, il est vite harcelé par la Gestapo et maltraité par des membres des SA et des nazis locaux.
Lorsqu'il soutient Adolf Bodingbauer, membre de la Wehrmacht, dans la désertion en fournissant de l'argent à l'homme presque affamé, il est arrêté le 3 juillet 1940. Bien qu'il se soit condamné qu'à trois mois de prison, il est après placé en Schutzhaft.
Pendant l'incarcération dans la prison de police, où il est détenu un temps en même temps que Reinhold Stecher, le futur évêque d'Innsbruck, il transgresse les règlements de nombreuses fois comme en célébrant la messe pour ses codétenus avec des objets rituels improvisés. Après sa libération le 17 juin 1941, on interdit à Josef Zotz  de rester dans le Tyrol, il est expulsé du Alpen- und Donau-Reichsgaue.
Trois semaines seulement après sa libération, le 7 juillet 1941, le corps de Josef Zotz est retrouvé dans le lac de Weissensee avec une blessure à la tête. Les autorités empêchent une enquête judiciaire sur la mort probablement violente du prêtre et l'enterrent trois jours plus tard, le 10 juillet 1941, à Unterpinswang dans le Tyrol.